# Rally Dakar
Reli Dakar  (ali preprosto "Dakar"; nekoč znan kot "Paris-Dakar" ali "Reli Paris-Dakar" in zdaj kot "Lizbona-Dakar") je vsakoletna rally raid dirka, organizirana s strani francoske Amaury Sport Organisation. Večina dirk je bila od ustanovitve leta 1978, prvič pa izpeljan 1979 organizirana od Pariza v Franciji do Dakarja v Senegalu, zaradi politične nestabilnosti v Afriki je dirka med letoma 2009 in 2019 organizirana v Južni Ameriki, od leta 2020 pa v Saudovi Arabiji. Štartajo lahko tako amaterji kot profesionalci. Amaterji po navadi predstavljajo kar osemdeset procentov udeležencev.
Kjub imenu je to še vedno off-road vzdržljivostna dirka, imenovana rally raid prej kot pa klasični reli, ki ga poznamo. Teren po katerem vozijo je mnogo zahtevnejši in na njem vozijo prava off-road vozila, ne kot tista, ki so prirejena za svetovno prvenstvo v reliju. Večina trase na kateri vozijo je off-road, kjer morajo prečkati puščavske sipine, blato, kameljo travo, skale in na koncu še velike mehke puščavske površine. Dolžina dnevnih etap je zelo različna, od kratkih, pa do takih ki so dolge celo 800-900 kilometrov.

## Zgodovina in potek trase
Ideja o dirki sega v leto 1978, leto zatem, ko se je Thierry Sabine izgubil v puščavi in ugotovil, da bi to bila dobra lokacija za reli. Prvotna trasa relija je potekala od Pariza v Franciji do Dakarja v Senegalu. Zaradi političnih nestabilnosti, predvsem v Afriki, ter številnih drugih razlogov, se je potek trase spreminjal. Dakar je bil ciljno mesto na vseh razen štirih dirkah. Reli se je do leta 1995 vsako leto začel v Parizu. Leta 1994 se je reli začel in končal v Parizu, vendar pa se je zaradi pritožb pariškega župana cilj trase z Elizejskih poljan moral preseliti v pariški Disneyland. To je v organizaciji relija tudi povzročilo, da se lokacija iz leta v leto spreminja. 

### Seznam vseh tras
- 1979–1980: Pariz–Dakar
- 1981–1988: Pariz–Alžir–Dakar
- 1989: Pariz–Tunis–Dakar
- 1990–1991: Pariz–Tripolis–Dakar
- 1992: Pariz–Cape Town
- 1993: Pariz–Dakar
- 1994: Pariz–Dakar–Pariz
- 1995–1996: Granada–Dakar
- 1997: Dakar–Agadez–Dakar
- 1998: Pariz–Granada–Dakar
- 1999: Granada–Dakar
- 2000: Dakar–Kairo
- 2001: Pariz–Dakar
- 2002: Arras–Madrid–Dakar
- 2003: Marseille–Šarm el Šejk
- 2004: Clermont-Ferrand–Dakar
- 2005: Barcelona–Dakar
- 2006-2007: Lizbona–Dakar
- 2008: odpovedano
- 2009: Buenos Aires–Valparaiso–Buenos Aires[1]
- 2010: Buenos Aires–Antofagasta–Buenos Aires[2]
- 2011: Buenos Aires–Arica–Buenos Aires[3]
- 2012: Mar del Plata–Copiapó–Lima
- 2013: Lima–Tucumán–Santiago de Chile
- 2014: Rosario–Salta–Valparaíso
- 2015: Buenos Aires–Iquique-Buenos Aires
- 2016: Buenos Aires–Salta-Rosario
- 2017: Asunción–La Paz–Buenos Aires
- 2018: Lima–La Paz–Córdoba
- 2019: Lima–Lima
- 2020: Džida–Rijad–Qiddiya
- 2021: Džida–Ha'il
- 2022: Ḥaʼil–Džida
- 2023: Džanbu–Damam
- 2024: Al-'Ula–Džanbu
- 2025: Biša–Šajbah

Zadnji reliji so prečkali Maroko, Zahodno Saharo in travnate površine ter puščavo v Mavretaniji. Odseki etap skozi Atar v Mavretaniji in skozi peščene sipine in kanjone v Mavretaniji v regiji Adrar veljajo za največji izziv in najbolj zahtevne odseke tipa off-road dirk na svetu.  
Reli Dakar 2008 je bil 4. januarja 2008 zaradi terorističnih groženj v Mavretaniji odpovedan. Sedaj je prihodnost relija po Afriki zelo vprašljiva. Različni afriški časopisi so odpoved označili kot smrt za reli Dakar. Čile in Argentina sta ponudili svoje ozemlje za prireditev dirke, prav tako pa sta se ponudili Madžarska in Češka. Od leta 2009 reli prirejajo v Južni Ameriki.

## Vozila
Glavne tri tekmovalne skupine v Dakarju so motorji, avtomobili, ki se delijo na manjše in večje, ter tovornjaki. Veliko konstruktorjev je te ekstremno težke pogoje izkoristilo za testiranje svojih vozil.

## TV prenos
Prenosi oziroma polurne dnevne oddaje prenašajo tako so tako v ZDA prenaša Versus, Evropi dnevne oddaje, prenose pokriva Eurosport in v Avstraliji pa Fox Sports. Kar 22 držav po svetu ima dnevne oddaje.

## Incidenti
Leta 1982, se je Mark Thatcher, sin britanske premierke Margaret Thatcher, skupaj s svojim francoskim so-voznikom po imenu Charlotte Verney in njunim mehanikom, so bili za šest dni pogrešani. 9. januarja, se je trio ločil od konvoja vozil, potem ko so se zaradi okvare na vozilu morali ustaviti. 12. januarja so jih razglasili za pogrešane. Po veliki iskalni akciji, so s pomočjo letala Lockheed L100 alžirske vojske zasledili njihov bel Peugeot 504, oddaljen 50 km izven steze. Thatcher, Verney in mehanik so bili nepoškodovani.
Organizator relija, Thierry Sabine, se je s svojim helikopterjem Ecureuil tragično ponesrečil  ko je 14. januarja 1986 ob 19.30h 1986, strmoglavil sredi puščave v Maliju med nenadno peščeno nevihto. Poleg njega so se smrtno ponesrečili še sopotniki; pilot, pevec, novinarka in njen sodelavec...
- Leta 1988 je tragično umrlo 6 ljudi, trije tekmovalci in troje gledalcev
- Leta 2006 si je 41 letni avstralski motociklist Andy Caldecott zlomil vrat in umrl. Umrl je tudi 10-letni deček ki je prečkal cesto, kjer ga je zbil latvijski avtomobilist Māris Saukāns. Poleg tega pa je poškodbam podlegel še 12-letni deček ko ga je zbil pomožni avtomobil.[6]
- Leta 2007 se je Južnoafriški motociklist Elmer Symons smrtno ponesrečil. Noč pred dirko 20. januarja pa je nenadoma umrl 42-letni francoski motociklist Eric Aubijoux.
- Reli Dakar 2008 je bil zaradi varnostnih razlogov odpovedan, potem ko je Al-Kajda na božični večer v 2007 v Mavretaniji ubila štiri francoske turiste. Al-Kajda je jih je obtožila neo-kolonializma, Mavretanijo pa da jih podpira.[7][8]
- Omar Osama bin Laden, sin Osame bin Ladna, je nedavno dvignil veliko prahu ko se je razglasil za ambasadorja miru in v zameno za reli Dakar ponudil 4800 km dolge konjske dirke po Severni Afriki. S sponzorskim denarjem pa bi pomagal otroškim vojnim žrtvam, rekoč:»Slišal sem da je bil reli odpovedan zaradi Al-Kajde, mislim pa da mene ne bodo ustavili.«[9]
- Reli Dakar je deloval neprekinjeno od leta 1979, čeprav so že od takrat dobivali klice, naj zaradi hitro drveč se vozil mimo lokalnega prebivalstva reli ukinejo.[10]

## Galerija
- Nissan
- Unimog
- ruski Kamaz, 7x zmagovalec
- Bowler Wildcat

## Seznam vseh zmagovalcev
| leto | avtomobili                             | avtomobili                   | motocikli            | motocikli                     | tovornjaki                                                | tovornjaki       | štirikolesniki       | štirikolesniki     | UTV/SSV                                             | UTV/SSV             |
| leto | voznik so-voznik                       | konstruktor                  | voznik               | konstruktor                   | voznik                                                    | konstruktor      | voznik               | konstruktor        | voznik                                              | konstruktor         |
| ---- | -------------------------------------- | ---------------------------- | -------------------- | ----------------------------- | --------------------------------------------------------- | ---------------- | -------------------- | ------------------ | --------------------------------------------------- | ------------------- |
| 2025 | Yazeed Al-Rajhi Timo Gottschalk        | Toyota Hilux                 | Daniel Sanders       | KTM 450 Rally                 | Martin Macík František Tomášek David Švanda               | Iveco Powerstar  | brez                 | brez               | Brock Heger M. Eddy                                 | Polaris RZR Pro R   |
| 2024 | Carlos Sainz Lucas Cruz                | Audi RS Q e-tron             | Ricky Brabec         | Honda CRF 450 Rally           | Martin Macík František Tomášek David Švanda               | Iveco PowerStar  | Manuel Andújar       | Yamaha Raptor 700  | Xavier de Soultrait Martin Bonnet                   | Polaris RZR Pro R   |
| 2023 | Nasser Al-Attiyah Mathieu Baumel       | Toyota GR DKR Hilux          | Kevin Benavides      | KTM 450 Rally Factory Replica | Janus van Kasteren Darek Rodewald Marcel Snijders         | Iveco PowerStar  | Alexandre Giroud     | Yamaha Raptor 700  | Eryk Goczał Oriol Mena                              | Can-Am Maverick X3  |
| 2022 | Nasser Al-Attiyah Mathieu Baumel       | Toyota GR DKR Hilux          | Sam Sunderland       | Gas Gas 450 Rally             | Dimitrij Sotnikov · Ruslan Amhmadejev · Ilgiz Ahmetzianov | Kamaz K5 435091  | Alexandre Giroud     | Yamaha Raptor 700  | Austin Jones Gustavo Gugelmin                       | Can-Am Maverick X3  |
| 2021 | Stéphane Peterhansel Édouard Boulanger | Mini John Cooper Works Buggy | Kevin Benavides      | Honda CRF 450 Rally           | Dimitrij Sotnikov Ruslan Amhmadejev Ilgiz Ahmecianov      | Kamaz 43509      | Manuel Andujar       | Yamaha Raptor 700  | Francisco López Contardo Juan Pablo Latrach Vinagre | Can-Am              |
| 2020 | Carlos Sainz Lucas Cruz                | Mini John Cooper Works Buggy | Ricky Brabec         | Honda CRF 450 Rally           | Andrej Karginov Andrej Mokejev Igor Leonov                | Kamaz 43509      | Ignacio Casale       | Yamaha Raptor 700  | Casey Currie Sean Berriman                          | Can-Am Maverick     |
| 2019 | Nasser Al-Attiyah Matthieu Baumel      | Toyota Hilux Dakar           | Toby Price           | KTM 450 Rally                 | Edvard Nikolajev Jevgenij Jakovljev Vladimir Ribakov      | Kamaz 43509      | Nicolas Cavigliasso  | Yamaha Raptor 700R | Francisco »Chaleco« López Alvaro Quintanilla        | Can-Am              |
| 2018 | Carlos Sainz Lucas Cruz                | Peugeot 3008 DKR Maxi        | Matthias Walkner     | KTM 450 Rally Replica         | Edvard Nikolajev Jevgenij Jakovljev Vladimir Ribakov      | Kamaz 4326       | Ignacio Casale       | Yamaha Raptor 700  | Reinaldo Varela Gustavo Gugelmin                    | Can-Am              |
| 2017 | Stéphane Peterhansel Jean-Paul Cottret | Peugeot 3008 DKR             | Sam Sunderland       | KTM 450 Rally                 | Edvard Nikolajev Jevgenj Jakovlev Vladimir Ribakov        | Kamaz 4326       | Sergej Karjakin      | Yamaha Raptor 700  | Leandro Torres Lourival Roldan                      | Polaris RZR 1000 XP |
| 2016 | Stéphane Peterhansel Jean-Paul Cottret | Peugeot 2008 DKR             | Toby Price           | KTM 450 Rally                 | Gerard de Rooy Moises Torrallardona Darek Rodewald        | Iveco PowerStar  | Marcos Patronelli    | Yamaha             |                                                     |                     |
| 2015 | Nasser Al-Attiyah Matthieu Baumel      | Mini All 4 Racing            | Marc Coma            | KTM 450 Rally                 | Ayjat Mardejev Ajdar Beljajev Dimitrij Svistunov          | Kamaz            | Rafał Sonik          | Yamaha             |                                                     |                     |
| 2014 | Nani Roma Michel Périn                 | Mini All 4 Racing            | Marc Coma            | KTM 450 Rally                 | Andrej Karginov Andrej Mokejev Igor Devjatkin             | Kamaz            | Ignacio Casale       | Yamaha             |                                                     |                     |
| 2013 | Stéphane Peterhansel Jean-Paul Cottret | Mini All 4 Racing            | Cyril Despres        | KTM 450 Rally                 | Edvard Nikolajev Sergej Savostin Vladimir Ribakov         | Kamaz            | Marcos Patronelli    | Yamaha             |                                                     |                     |
| 2012 | Stéphane Peterhansel Jean-Paul Cottret | Mini All 4 Racing            | Cyril Despres        | KTM 450 Rally                 | Gérard de Rooy Tom Colsoul Darek Rodewald                 | Iveco PowerStar  | Alejandro Patronelli | Yamaha Raptor 700  |                                                     |                     |
| 2011 | Nasser Al-Attiyah Timo Gottschalk      | Volkswagen Touareg 3         | Marc Coma            | KTM 450 Rally                 | Vladimir Čagin Sergej Savostin Ildar Šajsultanov          | Kamaz            | Alejandro Patronelli | Yamaha             |                                                     |                     |
| 2010 | Carlos Sainz Lucas Cruz                | Volkswagen Touareg 2         | Cyril Despres        | KTM 690 Rally                 | Vladimir Čagin Sergej Savostin Edvard Nikolajev           | Kamaz            | Marcos Patronelli    | Yamaha             |                                                     |                     |
| 2009 | Giniel de Villiers Dirk von Zitzewitz  | Volkswagen Touareg 2         | Marc Coma            | KTM 690 Rally                 | Firdaus Kabirov Ajdar Beljajev Andrej Mokejev             | Kamaz            | Josef Macháček       | Yamaha             |                                                     |                     |
| 2008 | je bil odpovedan                       | je bil odpovedan             | je bil odpovedan     | je bil odpovedan              | je bil odpovedan                                          | je bil odpovedan | je bil odpovedan     | je bil odpovedan   |                                                     |                     |
| 2007 | Stéphane Peterhansel Jean-Paul Cottret | Mitsubishi Pajero            | Cyril Despres        | KTM 690 Rally                 | Hans Stacey                                               | MAN              |                      |                    |                                                     |                     |
| 2006 | Luc Alphand Gilles Picard              | Mitsubishi Pajero            | Marc Coma            | KTM LC4 660R                  | Vladimir Čagin                                            | Kamaz            |                      |                    |                                                     |                     |
| 2005 | Stéphane Peterhansel Jean-Paul Cottret | Mitsubishi Pajero            | Cyril Despres        | KTM LC4 660R                  | Firdaus Kabirov                                           | Kamaz            |                      |                    |                                                     |                     |
| 2004 | Stéphane Peterhansel Jean-Paul Cottret | Mitsubishi Pajero            | Nani Roma            | KTM LC4 660R                  | Vladimir Čagin                                            | Kamaz            |                      |                    |                                                     |                     |
| 2003 | Hiroshi Masuoka Andrea Schulz          | Mitsubishi Pajero            | Richard Sainct       | KTM LC4 660R                  | Vladimir Čagin                                            | Kamaz            |                      |                    |                                                     |                     |
| 2002 | Hiroshi Masuoka Pascal Maimon          | Mitsubishi Pajero            | Fabrizio Meoni       | KTM LC8 950R                  | Vladimir Čagin                                            | Kamaz            |                      |                    |                                                     |                     |
| 2001 | Jutta Kleinschmidt Andrea Schulz       | Mitsubishi Pajero            | Fabrizio Meoni       | KTM LC4 660R                  | Karel Loprais                                             | Tatra            |                      |                    |                                                     |                     |
| 2000 | Jean-Louis Schlesser Henri Magne       | Schlesser-Renault Buggy      | Richard Sainct       | BMW F650RR                    | Vladimir Čagin                                            | Kamaz            |                      |                    |                                                     |                     |
| 1999 | Jean-Louis Schlesser Philippe Monnet   | Schlesser-Renault Buggy      | Richard Sainct       | BMW F650RR                    | Karel Loprais                                             | Tatra            |                      |                    |                                                     |                     |
| 1998 | Jean-Pierre Fontenay Gilles Picard     | Mitsubishi Pajero            | Stéphane Peterhansel | Yamaha YZE850T                | Karel Loprais                                             | Tatra            |                      |                    |                                                     |                     |
| 1997 | Kenjiro Shinozuka Henri Magne          | Mitsubishi Pajero            | Stéphane Peterhansel | Yamaha YZE850T                | Peter Reif                                                | Hino             |                      |                    |                                                     |                     |
| 1996 | Pierre Lartigue Michel Perin           | Citroën ZX                   | Edi Orioli           | Yamaha YZE850T                | Viktor Moskovskikh                                        | Kamaz            |                      |                    |                                                     |                     |
| 1995 | Pierre Lartigue Michel Perin           | Citroën ZX                   | Stéphane Peterhansel | Yamaha YZE850T                | Karel Loprais                                             | Tatra            |                      |                    |                                                     |                     |
| 1994 | Pierre Lartigue Michel Perin           | Citroën ZX                   | Edi Orioli           | Cagiva Elefant 900            | Karel Loprais                                             | Tatra            |                      |                    |                                                     |                     |
| 1993 | Bruno Saby Dominique Seriyes           | Mitsubishi Pajero            | Stéphane Peterhansel | Yamaha YZE850T                | Francesco Perlini                                         | Perlini          |                      |                    |                                                     |                     |
| 1992 | Hubert Auriol Philippe Monnet          | Mitsubishi Pajero            | Stéphane Peterhansel | Yamaha YZE850T                | Francesco Perlini                                         | Perlini          |                      |                    |                                                     |                     |
| 1991 | Ari Vatanen Bruno Berglund             | Citroën ZX                   | Stéphane Peterhansel | Yamaha YZE750T                | Jacques Houssat                                           | Perlini          |                      |                    |                                                     |                     |
| 1990 | Ari Vatanen Bruno Berglund             | Peugeot 405 T16              | Edi Orioli           | Cagiva Elefant 900            | Villa                                                     | Perlini          |                      |                    |                                                     |                     |
| 1989 | Ari Vatanen Bruno Berglund             | Peugeot 405 T16              | Gilles Lalay         | Honda NXR800V                 |                                                           |                  |                      |                    |                                                     |                     |
| 1988 | Juha Kankkunen Juha Piironen           | Peugeot 205 T16              | Edi Orioli           | Honda NXR800V                 | Karel Loprais                                             | Tatra            |                      |                    |                                                     |                     |
| 1987 | Ari Vatanen Bernard Giroux             | Peugeot 205 T16              | Cyril Neveu          | Honda NXR750V                 | Jan de Rooy                                               | DAF              |                      |                    |                                                     |                     |
| 1986 | René Metge Dominique Lemoyne           | Porsche 959                  | Cyril Neveu          | Honda NXR750V                 | Giacomo Vismara                                           | Mercedes-Benz    |                      |                    |                                                     |                     |
| 1985 | Patrick Zaniroli Jean Da Silva         | Mitsubishi Pajero            | Gaston Rahier        | BMW GS980R                    | Karl-Friedrich Capito                                     | Mercedes-Benz    |                      |                    |                                                     |                     |
| 1984 | René Metge Dominique Lemoyne           | Porsche 911                  | Gaston Rahier        | BMW GS980R                    | Pierre Lalleu                                             | Mercedes-Benz    |                      |                    |                                                     |                     |
| 1983 | Jacky Ickx Claude Brasseur             | Mercedes 280 G               | Hubert Auriol        | BMW GS980R                    | Georges Groine                                            | Mercedes-Benz    |                      |                    |                                                     |                     |
| 1982 | Claude Marreau Bernard Marreau         | Renault 20                   | Cyril Neveu          | Honda XR550                   | Georges Groine                                            | Mercedes-Benz    |                      |                    |                                                     |                     |
| 1981 | René Metge Bernard Giroux              | Range Rover                  | Hubert Auriol        | BMW GS800R                    | Adrien Villette                                           | ALM/ACMAT        |                      |                    |                                                     |                     |
| 1980 | Freddy Kottulinsky Gerd Löffelmann     | Volkswagen Iltis             | Cyril Neveu          | Yamaha XT500                  | Ataouat                                                   | Sonacome         |                      |                    |                                                     |                     |
| 1979 | Alain Génestier Joseph Terbiaut        | Range Rover                  | Cyril Neveu          | Yamaha XT500                  |                                                           |                  |                      |                    |                                                     |                     |